# Z (wielerploeg)
Equipe Cycliste Z is een voormalige Franse wielerploeg, met als hoofdsponsor: "Z" (een merk van kinderkleding en kinderkledingwinkels, tegenwoordig behorende tot de Franse Groupe Zannier). De ploeg reed mee in het profpeloton van 1987 tot 1992. 

## Historiek
Cosponsors waren Cycles Peugeot (1987-1989) en Cycles Lemond (1992). De ploeg heette destijds Z-Peugeot en Z-LeMond. De ploeg was in 1987 de voortzetting van de vermaarde Peugeot-ploeg en gaat daarmee in feite terug tot 1901.
In 1990 trok Z de Amerikaan Greg LeMond als kopman aan, die in 1989 verrassend de Ronde van Frankrijk had gewonnen voor de kleine Belgische ploeg AD Renting. Voor Z won Lemond de Ronde van Frankrijk 1990, waarin zijn ploegmaat Ronan Pensec ook de gele trui had mogen dragen. LeMond bleef bij Z tot de ploeg ermee ophield in 1992.
De sportdirecteur van de ploeg was Roger Legeay, die na zijn periode bij Z ploegleider werd voor GAN (later Crédit Agricole), waarheen de meeste renners van Z overstapten, Greg Lemond inbegrepen.